# Juan Ernesto Chamorro
Juan Ernesto Chamorro Chitan (Pupiales, Nariño, 18 de noviembre de 1991) es un exciclista profesional colombiano. 
Debutó como profesional en el 2013 con el 4-72 Colombia. Entre los logros más importantes, se encuentra un 2° lugar en el Tour del Porvenir del 2012, y la Ronde d'Isard que consiguió en el 2013.
Debido a una serie de lesiones durante el 2013 que no fueron atendidas oportunamente y que le causaron daños irreversibles, Chamorro se vio forzado a retirarse del ciclismo en el año 2015.

## Palmarés
2013
- Ronde d'Isard